# Селищи (Паричский сельсовет)
Селищи (бел. Се́лішчы) — деревня в Светлогорском районе Гомельской области Республики Беларусь. В составе Паричского сельсовета. На западе граничит с лесом.

## География

### Расположение
В 52 км на северо-запад от Светлогорска, 50 км от железнодорожной станции Светлогорск-на-Березине (на линии Жлобин — Калинковичи), 162 км от Гомеля.

### Гидрография
На востоке сеть мелиоративных каналов.

## Транспортная сеть
На автодороге Паричи — Озаричи. Планировка состоит из прямолинейной улицы меридиональной ориентации, застройка двусторонняя, деревянная, усадебного типа.

## История
Согласно письменным источникам известна с XVIII века как селение в Минском воеводстве Великого княжества Литовского, во владении Потоцких, затем Масальских.
После 2-го раздела Речи Посполитой (1793 год) в составе Российской империи. Согласно переписи 1897 года действовала часовня, в Паричской волости Бобруйского уезда Минской губернии.
В 1921 году открыта школа, которая размещалась в наёмном крестьянском доме. В 1930 году организован колхоз «Красный борец», работала паровая мельница. В 1930-е годы 4 жителя были репрессированы. Во время Великой Отечественной войны в феврале 1943 года оккупанты полностью сожгли деревню и убили 46 жителей. Согласно переписи 1959 года располагался клуб.
До 16 декабря 2009 года в составе Козловского сельсовета, с 16 декабря 2009 года в составе Паричского поселкового Совета депутатов, с 12 декабря 2013 года в составе Паричского сельсовета.

## Население

### Численность
- 2021 год — 32 жителя

### Динамика
- 1795 год — 22 двора
- 1897 год — 33 двора, 231 житель (согласно переписи)
- 1917 год — 42 двора, 253 жителя
- 1925 год — 54 двора
- 1940 год — 78 дворов, 320 жителей
- 1959 год — 246 жителей (согласно переписи)
- 2004 год — 45 хозяйств, 84 жителя
- 2021 год — 32 жителя